# Rasm Amisz
Rasm Amisz – wieś w Syrii, w muhafazie Aleppo, w dystrykcie As-Safira. W 2004 roku liczyła 101 mieszkańców.